# Hans Widmann (Politiker)

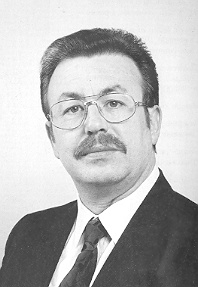
Johann Georg Widmann

Johann Georg „Hans“ Widmann (* 27. Dezember 1948 in Brixen) ist ein italienischer Gewerkschafter, Politiker der Südtiroler Volkspartei und Publizist.

## Biographie
Widmann war von 1970 an Funktionär im Autonomen Südtiroler Gewerkschaftsbund, bis er bei den Parlamentswahlen im April 1992 auf der Liste der Südtiroler Volkspartei (SVP) ein Mandat für die italienische Abgeordnetenkammer erringen konnte. Bei den Parlamentswahlen vom April 1994 wurde Widmann im Einerwahlkreis Brixen wiedergewählt und bei den Parlamentswahlen vom April 1996 und vom Mai 2001 jeweils bestätigt. In den Jahren 1995 und 1996 war er Mitglied der Parlamentarischen Versammlung des Europarats. Bei den Parlamentswahlen 2006 gelang Widmann, der von 1998 bis 2007 zudem stellvertretender Parteiobmann war, im Mehrpersonenwahlkreis Trentino-Südtirol erneut der Einzug in die Abgeordnetenkammer; 2008 verzichtete er auf eine Kandidatur und war anschließend als freier Publizist tätig. Widmann ist auch ehrenamtlich tätig und Vorsitzender der Lebenshilfe Südtirol.
2019 wurde er mit der Ehrenbürgerschaft seiner Heimatgemeinde Ratschings ausgezeichnet.

## Publikation
- Hans Widmann: Hofers Erben vor der Wahl. Eine Streitschrift über Südtirols Zukunft. Edition Raetia, Bozen 2008, ISBN 978-88-7283-331-5.